# Virgil R. Miller
Pour les articles homonymes, voir Miller.
Virgil Rasmuss Miller (11 novembre 1900 - 5 août 1968) est un colonel de l'armée des États-Unis qui a servi en tant que commandant régimentaire de la 442e Regimental Combat Team (RCT), une unité composée de « Nisei » (Américains de deuxième génération de origine japonaise), pendant la Seconde Guerre mondiale. Il a dirigé le 442e dans son sauvetage du bataillon Lost Texas de la 36e division d'infanterie, dans les forêts des Vosges dans le nord-est de la France.